# Тандава

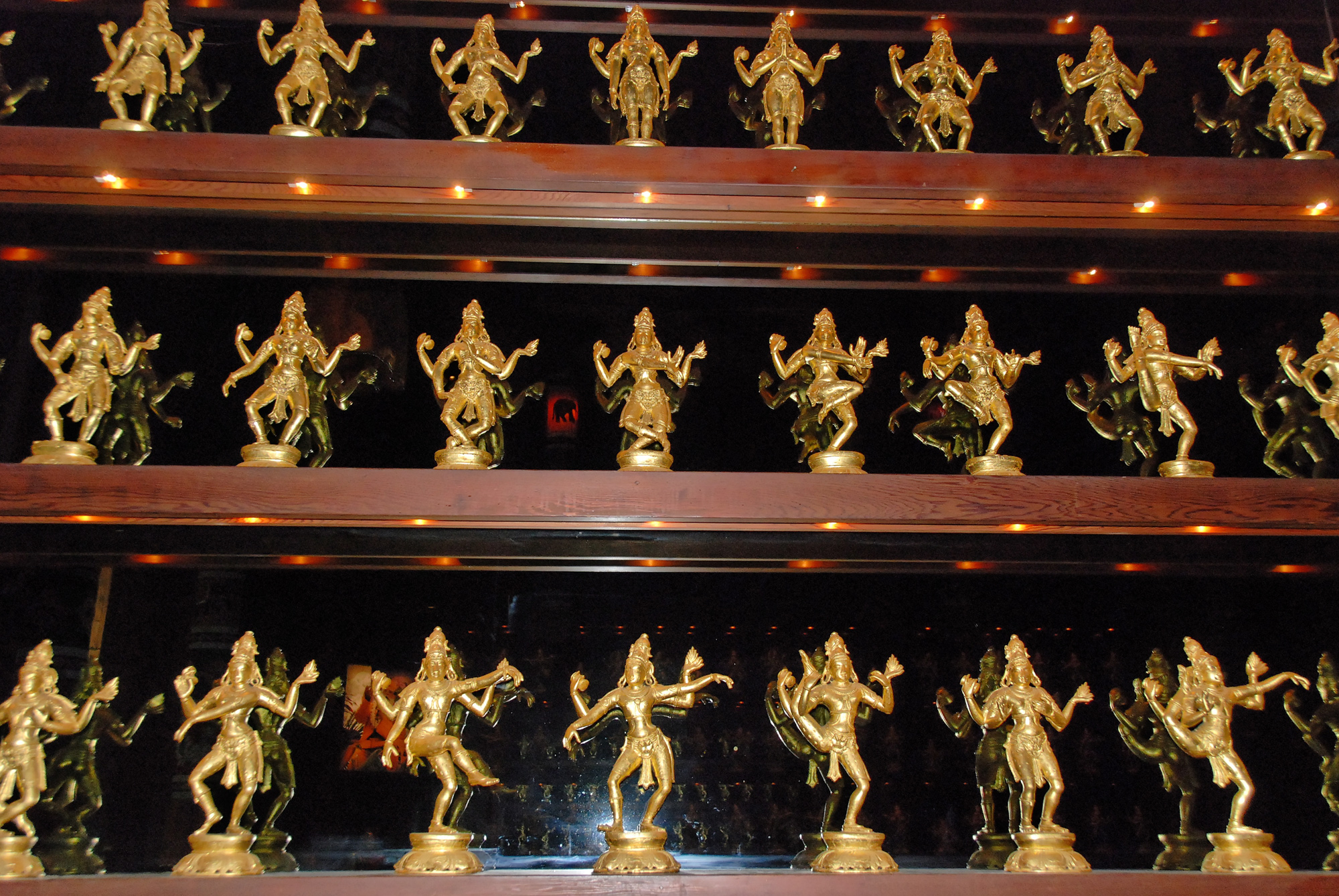
Фрагмент экспозиции 108 Карана Натараджа в шиваитском храме Кадавул (о. Кауаи, Гавайский архипелаг) Это один из немногих полных комплектов Карана Натараджа, собранных благодаря Шивая Субрамуньясвами. Каждая статуэтка имеет в высоту около 12-ти дюймов (приблизительно 30 см)

Та́ндава (санскр. ताण्डव, IAST: Tāṇḍava, от корня танду «танцевать») или Тандава-нритья — танец, исполняемый индуистским богом Шивой.
Согласно индуистской мифологии тандава Шивы является энергичным танцем, который является источником цикла «создание-охранение-разрушение». По мнению некоторых исследователей, в этом танце наиболее полно выражена амбивалентность Шивы, который в экстазе танца набирает огромную мощь и использует её сначала на созидание, а потом на разрушение. Этим он поддерживает своеобразный ритм процесса творения. В то время, как Рудра-тандава выражает «разрушительный» аспект бога, сначала создающего, но затем уничтожающего вселенную, то Ананда-тандава выступает уже как «танец радости» Шивы.
Считается, что своё название тандава получила от имени Танду, прислужника Шивы, который инструктировал Бхарату, создателя «Натья-шастры». Некоторые ученые считают, что и сам Танду был автором труда по танцам, который затем был включён в состав «Натья-шастры».
Существует несколько разновидностей тандавы. В первую очередь, это вышеназванные Ананда-тандава и Рудра-тандава. Также обычно приводятся ещё пять названий: Трипура-тандава, Сандхья-тандава, Самхара-тандава, Кали-тандава и Ума-тандава. Иногда число тандав доводят до 9 и даже до 16.
Наиболее знаменита Ананда-тандава, танец, который символизирует пять функций Шивы в их единстве: шришти (создание (мира)), стхити (охранение), самхара (разрушение), тиробхава (иллюзия/сокрытие) и ануграха (милосердие). В индуистской иконографии во время этого танца Шива представляется с 4 руками и с поднятой до половины своего тела левой ногой. Правая нога Шивы, которую он держит полусогнутой, попирает карлика Апасмару, демона невежества. В руках Шивы находятся барабанчик-дамару и пламя. Голову бога украшают перья павлинов, полумесяц, череп, а в волосах Шивы течёт Ганга. Иногда вокруг фигуры бога присутствует кольцо огня.
Исследователи считают, что этот образ ведет своё происхождение из Южной Индии, где он связан с городом Чидамбарам и его храмом Шивы-Натараджи.